# خانم‌های بازنشسته
خانم‌های بازنشسته (انگلیسی: Ladies in Retirement) فیلمی نوآر به کارگردانی چارلز ویدور محصول سال ۱۹۴۱ کشور ایالات متحده آمریکا است.

## بازیگران
- آیدا لوپینو در نقش Ellen Creed
- لوئیس هیوارد در نقش Albert Feather
- اولین کیز در نقش Lucy
- السا لنچستر در نقش Emily Creed
- ایدیت برت در نقش Louisa Creed
- ایزابل السوم در نقش Leonora Fiske
- اما دان در نقش Sister Theresa
- کوئینی لئونارد در نقش Sister Agatha
- کلاید کوک در نقش Bates